# Chlorure de sodium
Le chlorure de sodium est un composé chimique ionique de formule NaCl. On l'appelle plus communément sel de table ou sel de cuisine, ou tout simplement sel dans le langage courant. Cette roche évaporite a l'aspect d'une matière cristalline, sèche et solide, de densité 2,2, de dureté Mohs 2 et surtout friable, très soluble dans l'eau, avec un goût âcre et une saveur salée caractéristique. Cet exhausteur de goût, plus ou moins raffiné, est utilisé depuis des temps immémoriaux pour l'assaisonnement, la préservation et la conservation des aliments.
Il s'agit du principal sel neutre dissous dans l'eau de mer ; il s'obtient :
- dans des salins ou marais salants, par évaporation de saumures dans plusieurs bassins communiquant avec une réserve remplie par l'eau de mer. C'est pourquoi, produit par cette saliculture traditionnelle ou industrielle, il s'appelle aussi sel marin ;
- dans des mines ou salines, par extraction de la roche évaporite saline nommée sel gemme ou halite (sel marin fossilisé). Ce sel extrait impur ou non purifié peut également être utilisé pour le salage des routes, pour favoriser le déneigement ou empêcher ou traiter le verglas ;
- plus rarement en le synthétisant, par exemple lors d'une réaction à haute température entre du dichlore (Cl2) et du sodium métallique (Na).

Le chlorure de sodium, matière première de base, est utilisé dans l'industrie chimique pour produire du carbonate de sodium, de l'hydroxyde de sodium, du chlore et de l'hydrogène.

## Structure cristalline
Le chlorure de sodium (sel) est un assemblage d'ions sodium Na+ et chlore Cl− de maille cubique. Le sel est un cristal, car ses atomes forment une structure périodique et symétrique.
La structure du sel peut être décrite par le contenu de sa maille. Une maille de sel est un cube qui contient :
- un atome de chlore à chacun des huit sommets de la maille (chaque sommet étant partagé en fait par huit mailles voisines, cela fait une contribution d'un atome par maille) ;
- un atome de chlore au centre de chacune des six faces de la maille (chaque face étant partagée entre deux mailles voisines, cela fait trois atomes par maille) ;
- un atome de sodium au centre de la maille, soit un atome par maille ;
- un atome de sodium sur le milieu de chacune des 12 arêtes de la maille (chaque arête étant partagée entre quatre mailles voisines, cela fait trois atomes par maille).

Donc, dans l'ensemble, chaque maille contribue pour quatre atomes de chlore et quatre atomes de sodium.

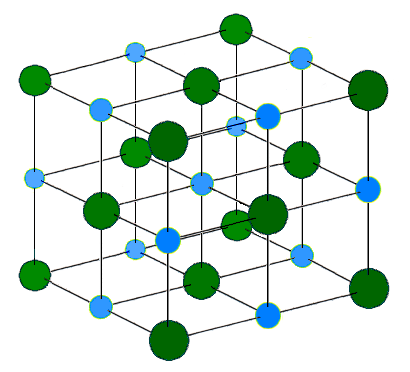
La structure d'un cristal de chlorure de sodium. Légende : Bleu : Na+, Vert : Cl−
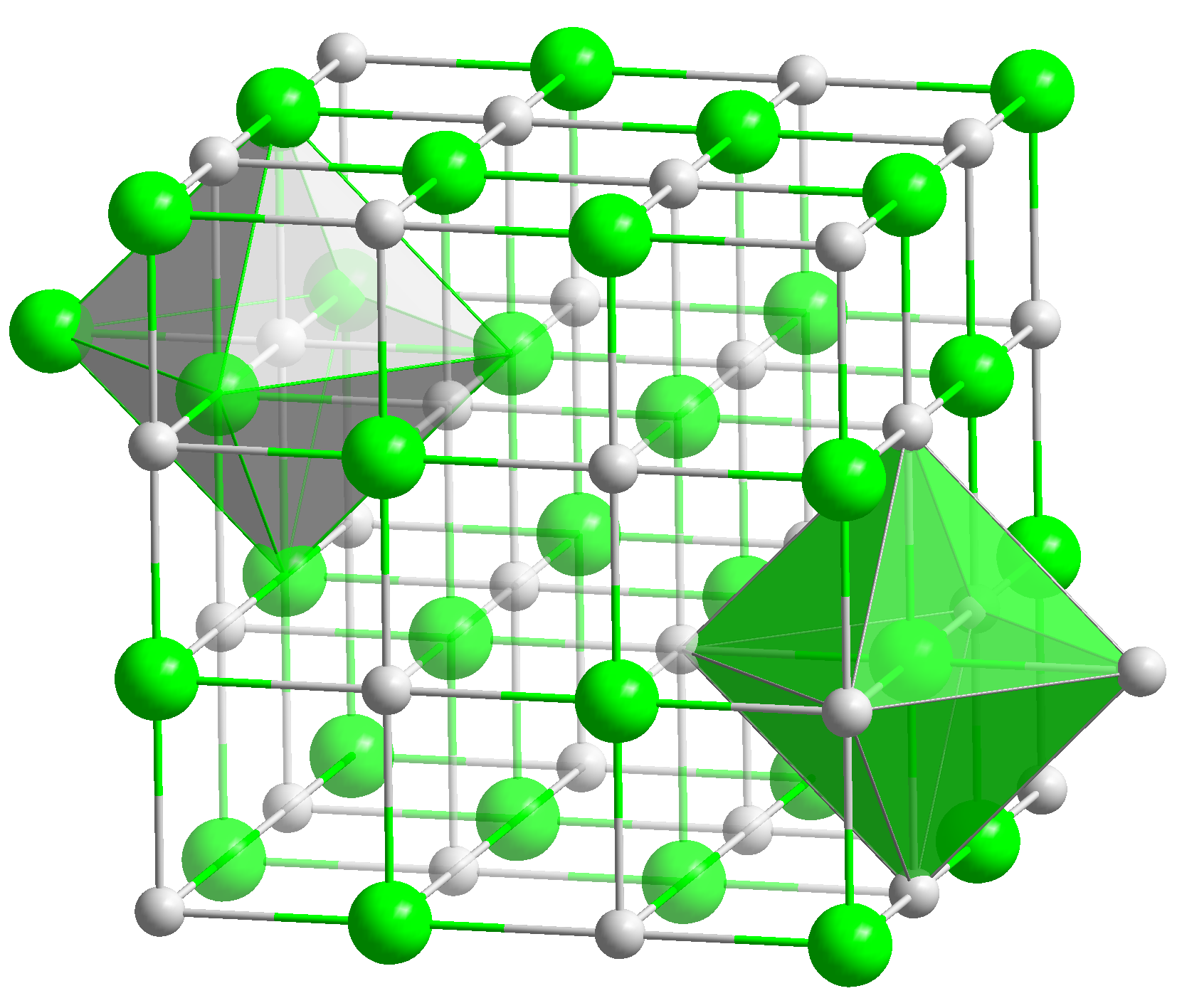
Mise en valeur des polyèdres de coordination au sein de la maille.

La structure NaCl correspond à deux sous-structures cubiques à faces centrées (CFC) d'ions, décalées de la moitié le long d'une des directions des côtés de la maille.
La coordinence est le nombre de plus proches atomes voisins dans la structure. Tous les ions Na+ et Cl− ont chacun dans le sel une coordinence 6, c'est-à-dire que n'importe quel ion Cl− est entouré de six ions Na+ formant un octaèdre autour du Cl−. Et vice versa, autour de chaque ion Na+ se trouvent comme plus proches voisins six ions Cl− formant aussi un octaèdre.
La structure du sel correspond encore au remplissage par les cations Na+ d'une structure hôte composée par les anions Cl−. En effet, les anions Cl− forment une sous-structure cubique à faces centrées dans laquelle les cations Na+ occupent tous les sites octaédriques de la maille. Dans la structure du sel, les ions Na+ et Cl− sont interchangeables. Il est aussi possible de dire que les cations Na+ forment une sous-structure cubique à faces centrées dans laquelle les anions Cl− occupent tous les sites octaédriques de la maille.

## Propriétés physiques et chimiques
L'analyse chimique pondérale donne en masse 39,34 % de sodium Na et 60,66 % de chlore Cl2. Le sel contient aussi parfois des inclusions d'iode I2 et de brome Br2, à l'état d'impuretés.
Cet halogénure simple est le sel le plus soluble, à 15 °C, de la série des chlorures alcalins. Il forme très peu d'associations avec les composés biologiques des sols ou des végétaux (par exemple sous forme de complexes retenus), d'où son lessivage facile et son accumulation inévitable dans les cuvettes endoréiques ou les mers.

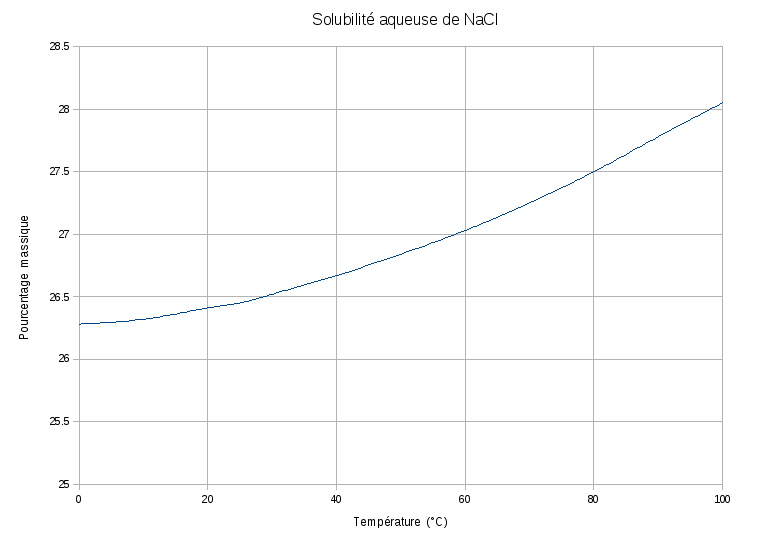
Courbe de solubilité aqueuse.

Sa solubilité dans l'eau varie assez peu avec la température. Pour 100 g d'eau pure, elle croît de 35,7 g à 0 °C jusqu'à 39,8 g à 100 °C, en passant par 35,8 g à 10 °C, 36 g à 20 °C, 36,3 g à 30 °C, 36,6 g à 40 °C, 37 g à 50 °C, 37,3 g à 60 °C, 37,8 g à 70 °C, 38,4 g à 80 °C et 39 g à 90 °C (ces valeurs représentent dix fois les concentrations en sel dans les océans qui sont d'environ 35 g/L).
Entre solutions salines et eau pure est observée une pression osmotique. C'est un sel neutre. Les cellules vivantes contiennent une solution saline, sous forme d'eau légèrement salée et aux caractéristiques régulées et constantes.
Le sel compressé en masse de sel-gemme ou une couche de halite possède des caractéristiques mécaniques typiques des principales roches salines ou évaporites, en particulier la plasticité. Ainsi à 120 °C, la roche saline compressée sous 300 kg se file lentement. Il est facile de comprendre le facteur d'instabilité dans une structure géologique qui offre des degrés même infimes de liberté et des possibilités de mouvement. Parfois, du fait de la faible densité relative de la roche saline et des forts effets de compressions latérales, le fluage s'effectue vers la surface. D'où la variété des phénomènes tectoniques mettant en cause des formations salines, sous forme de dômes de sel, de plis, de diapirs, de décollements, de chevauchements, voire de charriage. La tectonique salifère qui se nomme halocinèse constitue un champ spécifique d'études géomorphologiques.

## Réserves naturelles
Le chlorure de sodium ou « sel » est disponible en quantité quasi-illimitée. En effet, il existe deux types de réserves : le sel gemme et le sel dissous dans l'eau de mer. C'est l'un des minéraux les plus abondants de la planète.
- Les plus anciens dépôts de sel formés dans les océans sont évalués à plus de 600 millions d'années. Ces dépôts salins cumulés atteignent une puissance dépassant parfois mille mètres. Le sel est notamment abondant dans les sédiments amassés au Trias, ainsi dans le Saulnois en Lorraine (argiles ou marnes salifères du Keuper), dans le Jura[10], dans les Alpes, en Afrique du Nord, etc.
- Le sel abonde également dans les dépôts permiens, par exemple le gisement de Stassfurt en Saxe au nord du Harz ou le Bassin permien entre Texas et Nouveau-Mexique, deux formations aujourd'hui très éloignées, mais qui étaient alors plus proches en Laurasie permienne.
- La période oligocène a laissé par exemple le bassin potassique de la plaine de Mulhouse en Alsace et le gisement de Wieliczka en Galicie polonaise.

Le sel gemme affleure très rarement en surface dans les contrées tempérées, du fait de la solubilité facile de la roche, à l'exception des zones arides ou désertiques. Il existe ainsi des montagnes de sel, dans le Sud algérien, des rochers de sel par exemple à Cardona en Catalogne sèche ou sur l'île de Kichini dans le golfe Persique. Dans ces milieux arides, la montée des dômes de sel, dénommés diapirs de surface, a de fortes chances de créer des ruptures géomorphologiques de terrain ou de collines pérennes, à l'instar de celles de Waw an Namus en Libye ; par contre, les sources salées ne sont pas rares, et, depuis la haute Antiquité, ont servi d'indices pour repérer les couches du gisement salin aux mineurs.
Les mers et océans sont les plus grosses réserves de sel dissoutes. Elles sont estimées à environ 5 × 1016 tonnes soit 50 millions de milliards de tonnes (la masse totale des océans dépasse 1 milliard de milliards de tonnes). L'eau de mer contient environ 35 grammes de sel par litre d'eau, ce qui représenterait si toute l'eau des océans s'évaporait une hauteur de 60 mètres de sel répartie sur 71 % de la surface du globe (soit la superficie actuelle occupée par les eaux).

## Extraction du sel

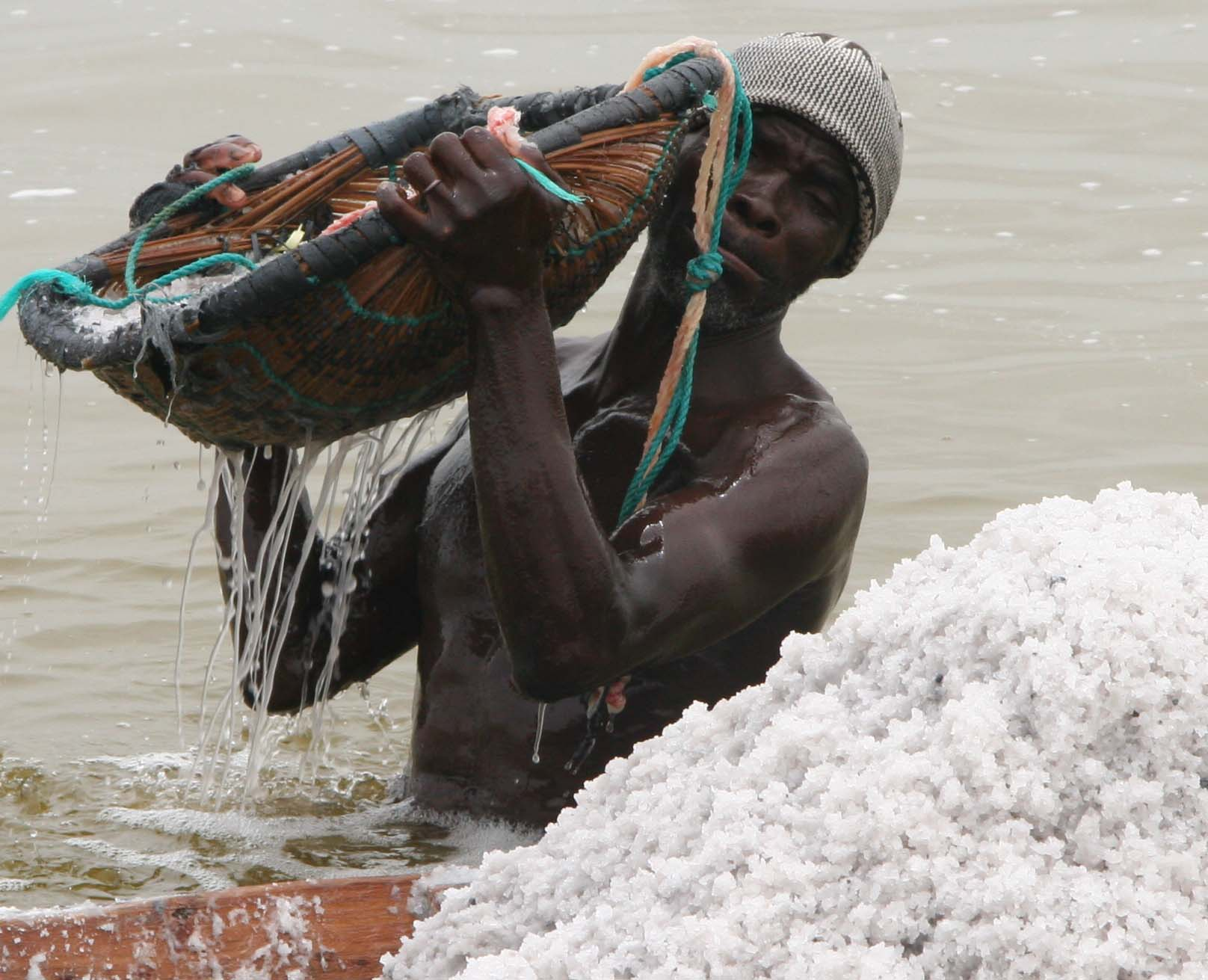
Un récolteur de sel au lac Rose (Sénégal).

Il existe plusieurs façons de récupérer le chlorure de sodium :
- dans les pays où l'ensoleillement et les températures sont suffisants, le sel peut être extrait par évaporation grâce au système des marais salants. Une série de bassins peu profonds permet de favoriser l'évaporation de l'eau. Le sel est de plus en plus concentré au fur et à mesure du passage de l'eau de mer dans les bassins. Dans les derniers bassins, le sel sédimente et peut être récolté par raclage ;
- dans les pays froids, le système de congélation est utilisé. L'eau de mer est congelée et le sel sédimente dans la saumure de plus en plus concentrée. Lorsque la concentration est suffisante, le sel finit par précipiter ;
- pour la halite, le sel est extrait comme un minerai dans une mine souterraine si la couche est suffisamment épaisse. Mais dans la plupart des cas, le sel est mélangé ou la couche est trop fine. Aussi, pour l'extraire, de l'eau est injectée et la solution de sel est pompée à la surface ;
- la cristallisation est aussi un moyen d'extraire le chlorure de sodium du liquide dans lequel il est contenu.

## Importance biologique
Dans notre organisme, les ions sodium Na+ jouent un rôle important dans la transmission du flux nerveux. Le sel contribue aussi au maintien d'un milieu osmotique favorable pour les cellules et évite la déshydratation.

### Risques cardiovasculaires associés à une surconsommation sodée
À trop forte dose, le sel, par son contenu en sodium, contribue à augmenter la tension artérielle. Un apport de 2 g de sodium, soit 5 g de sel par jour, serait suffisant, mais la consommation est en général très supérieure à ce minimum (9 à 10 g par jour en moyenne en 2001 en France) sans pour autant que la population se doute de l'importance de sa consommation.
L’Agence française de sécurité sanitaire des aliments (Afssa) a recommandé en janvier 2002 de réduire de 20 % en cinq ans l’apport en sel dans l’alimentation, pour atteindre 7 à 8 g par jour et par habitant, contre 9 à 10 g par jour en moyenne, voire beaucoup plus : 15 % de la population française consomment plus de 15 g de sel par jour (sel de table et sel déjà contenu dans les aliments). La part la plus importante des apports sodés dans les pays développés se trouve dans les aliments préparés, ce qui rend indispensable la collaboration de l'industrie alimentaire pour essayer d'en réduire la teneur en sel.
Au début des années 2000, en France, l'excès de sel serait responsable, selon les travaux du Pr Pierre Meneton, chercheur à l’Inserm, de 25 000 décès par an et de 75 000 accidents cardiovasculaires, par hypertension. Ce constat et sa connexion avec les pratiques de l'industrie agroalimentaire lui ont valu un procès en diffamation intenté par le Comité des salines de France, où il fut relaxé[Passage à actualiser].

### Études interventionnelles
La plupart des études démontrant une relation inverse entre la quantité de sel ingéré et la fréquence des maladies cardiovasculaires sont de type observationnel : seule est notée la consommation en chlorure de sodium des sujets étudiés sans essayer de modifier le comportement alimentaire de ces derniers.
Les études interventionnelles sont plus rares mais tendent à démontrer le bénéfice à réduire l'apport sodé : en Finlande, les professionnels sont passés avec succès à un sel de substitution allégé en sodium et enrichi en potassium (chlorure de potassium) ; le rapport sodium/potassium alimentaire est en effet important. Selon les travaux de chercheurs finlandais de l'université d'Helsinki et de Kuopio publiés dans la revue scientifique Progress in Cardiovascular Diseases, une réduction de 30 à 35 % des apports en sel dans leur pays, au cours des trente dernières années, a largement contribué à la chute de plus de 75 % de la mortalité cardiovasculaire chez les personnes de moins de 65 ans. Parallèlement l'espérance de vie des Finlandais a augmenté de six à sept ans. Ces impressionnants bénéfices sont principalement dus à une baisse de plus de 1 point de la pression artérielle moyenne de la population. De même, une réduction de près de 30 % des maladies cardiovasculaires a été observée dans une autre étude, et ce, de manière indépendante de la réduction des chiffres tensionnels.

### Augmentation du risque de cancer de l'estomac
En 2024, une étude sur onze ans de l'université de médecine de Vienne montre une augmentation de 39 % du risque de cancer de l'estomac chez une population déclarant ajouter toujours ou fréquemment du sel à sa nourriture.

## Production et utilisations

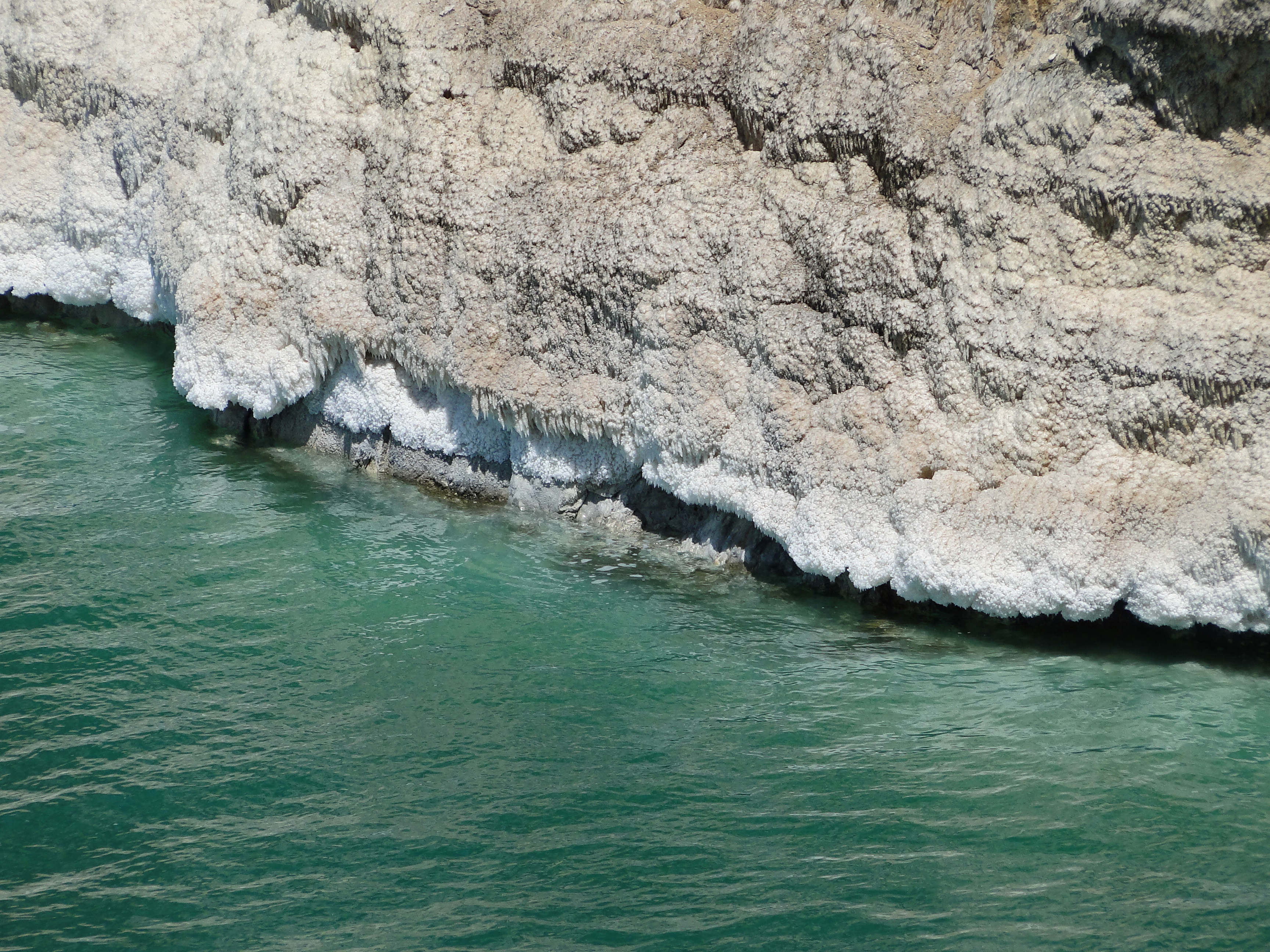
Dépôt de sel sur les rives de la mer Morte en Jordanie.

Le sel est issu des marais salants, ou de l'extraction minière de sel gemme ou de sel de terre. Les sels artisanaux issus des marais salants ne sont pas blanchis et ne subissent aucun traitement, ni ajout. Ils sont en partie commercialisés sous forme de « fleur de sel ». Autrefois, le sel gemme était vendu pur comme sel de table ou comme gros bloc de formes variées pour le bétail, sans traitement ultérieur après une extraction minière traditionnelle.
Le sel industriel est obtenu par épuration et blanchissement, pour obtenir du sel blanc et pur à 99,9 %. Son origine peut être une extraction minière classique ou une récupération de saumures après injection préalable d'eaux injectées. Le sel est toujours un minéral précieux pour l'économie.
Les principaux producteurs de sel (toutes origines) en 2014 :
|             | Pays        | Production millions tonnes | % mondial |
| ----------- | ----------- | -------------------------- | --------- |
| 1           | Chine       | 70,497                     | 25,9      |
| 2           | États-Unis  | 45,3                       | 16,7      |
| 3           | Inde        | 17,0                       | 6,2       |
| 4           | Canada      | 13,876                     | 5,1       |
| 5           | Allemagne   | 13,338                     | 4,9       |
| 6           | Australie   | 13,0                       | 4,8       |
| 7           | Chili       | 10,533                     | 3,9       |
| 8           | Mexique     | 10,251                     | 3,8       |
| 9           | Brésil      | 7,3                        | 2,7       |
| 10          | Royaume-Uni | 6,6                        | 2,4       |
| 11          | Turquie     | 5,932                      | 2,2       |
| 12          | France      | 5,809                      | 2,1       |
| 13          | Ukraine     | 4,8                        | 1,8       |
| 14          | Espagne     | 4,3                        | 1,6       |
| 15          | Pologne     | 4,217                      | 1,6       |
| Total monde | Total monde | 272                        | 100       |

### Le sel à travers l'histoire
Le sel est le condiment le plus ordinaire de l'Antiquité et un important produit commercial. Il est utilisé au moins depuis les temps néolithiques pour le salage des aliments (viande, poissons, légumes, etc.) et la fabrication des salaisons, dans un but de conservation et il est encore utilisé dans ce but dans des pays en développement.
Le monde gréco-romain disposait encore de miel et de rares composés sucrés comme moyen de conservation. Mais ces derniers étaient bien plus onéreux. Cette relative abondance amène l'usage rituel et religieusement répété de sel, comme offrande aux dieux, susceptible d'éveiller leur attention, à l'instar du crépitement à flammes jaunes du feu sacré. C'est aussi un symbole antique d'amitié, de finesse et de gaieté… à moins que la victoire guerrière autorise son emploi destructeur des champs fertilisés proches de la cité ennemie vaincue en y répandant abondamment du sel.
Le sel, outre son rôle de fondant en métallurgie ancienne comme dans les arts du feu, a servi communément dans la poterie ou la céramique. Il permet d'obtenir des vernis pour les émaux de porcelaine.
Il est nécessaire à la préparation des pelleteries et à la conservation des cuirs, depuis des temps immémoriaux.

### Matière première en chimie industrielle
Le chlorure de sodium était et reste une matière première pour la fabrication de carbonate de soude via le procédé Solvay, mais aussi de soude caustique, d'acide chlorhydrique et de gaz chlore, à partir de différents procédés électrolytiques.
Il est toujours utilisé dans l'industrie verrière et de la porcelaine, en métallurgie comme en savonnerie et industrie des détergents et cosmétiques.

### Utilisations biologiques, conservation
Le sel permet lors de la salaison de conserver les aliments. Il a la propriété d'attirer l'eau et de la retenir, privant d'eau les bactéries qui se déshydratent et ne se développent plus.
Deux techniques sont utilisées :
- le salage à sec. Le sel est directement en contact avec la surface de l'aliment, qui se déshydrate. Les protéines et le goût sont également modifiés rendant les produits appétissants ;
- le saumurage, en immergeant le produit dans une solution d’eau salée. Par osmose, les concentrations de sel tendent à s'équilibrer et la viande perd de l'eau tout en absorbant du sel.

Le sel permet de ralentir ou de bloquer le développement des microbes en diminuant l'activité de l'eau du produit. Cette action dépend de la concentration en sel. Les microorganismes sont pour la plupart neutralisés à 10 % de sel (action bactériostatique) mais alors l'aliment est presque immangeable et il faudra le désaler longuement avant de le consommer. On va donc souvent, pour suivre l'évolution des préférences alimentaires, limiter la concentration en sel qui sera de l'ordre de 4 % dans les aliments, et associer à la salaison soit le fumage, soit la réfrigération ou bien recourir à des conservateurs alimentaires complémentaires (nitrates, nitrites, etc.) afin de lutter plus activement contre les moisissures ou le développement de toxines comme la toxine botulique,.
Lors de sa dissolution en ions Na+ et Cl−, la valeur Aw (ou teneur en eau libre) va baisser, la solution devient hypertonique. L'eau des cellules (une partie du moins) va alors être éjectée par osmose, provoquant la plasmolyse des cellules. Seules des moisissures de surface peuvent apparaître si le salage est insuffisant et si l'aliment n'est pas mis à l'abri de l'air et de la lumière.
On traite ainsi essentiellement les fromages, les viandes, la charcuterie et des poissons comme la morue ou les anchois.
On utilise également le sel dans l'industrie pour conserver les peaux de bêtes en vue d'en faire du cuir, ou pour conserver des légumes comme les cornichons dans un mélange de vinaigre, de vin et de sel.

### Agent de sapidité
Le chlorure de sodium permet d'augmenter la sapidité des aliments, les saveurs se font plus intenses grâce au sel. Le  goût salé serait principalement dû aux ions Na+.

### Additifs
Le sel permet de solubiliser les protéines dites salinosolubles, mais un excès de sel peut les précipiter à nouveau. Cette propriété est utilisée pendant la fabrication du jambon de Paris. Les morceaux de jambon sont mélangés à une saumure (mélange d'eau et de sel). Les protéines salinosolubles forment alors une masse visqueuse et collante, le limon.
Une fois que le limon est suffisamment abondant, les morceaux sont réunis et cuits ensemble dans un moule pour donner la forme au produit. Le limon sert alors de colle entre les blocs qui, à la cuisson, donne une gélatine translucide, visible à la coupe. Les produits alimentaires à base de viande contiennent environ 4 % de sel.

### Salage des routes en hiver

Diagramme binaire du système eau + sel (chlorure de sodium) ; eutectique à 22 % massique de sel, TE. Légende :
L : liquide ;
S : solide ;
L+S : mélange liquide et solide ;
E : eutectique.

Le sel utilisé pour le salage des routes est un sel grossier.
La température de solidification de l'eau salée dépend de la concentration en sel de la solution. Elle est minimale (environ −20 °C) pour une proportion de sel d'environ 20 %, ce minimum correspond au mélange dit « eutectique ».

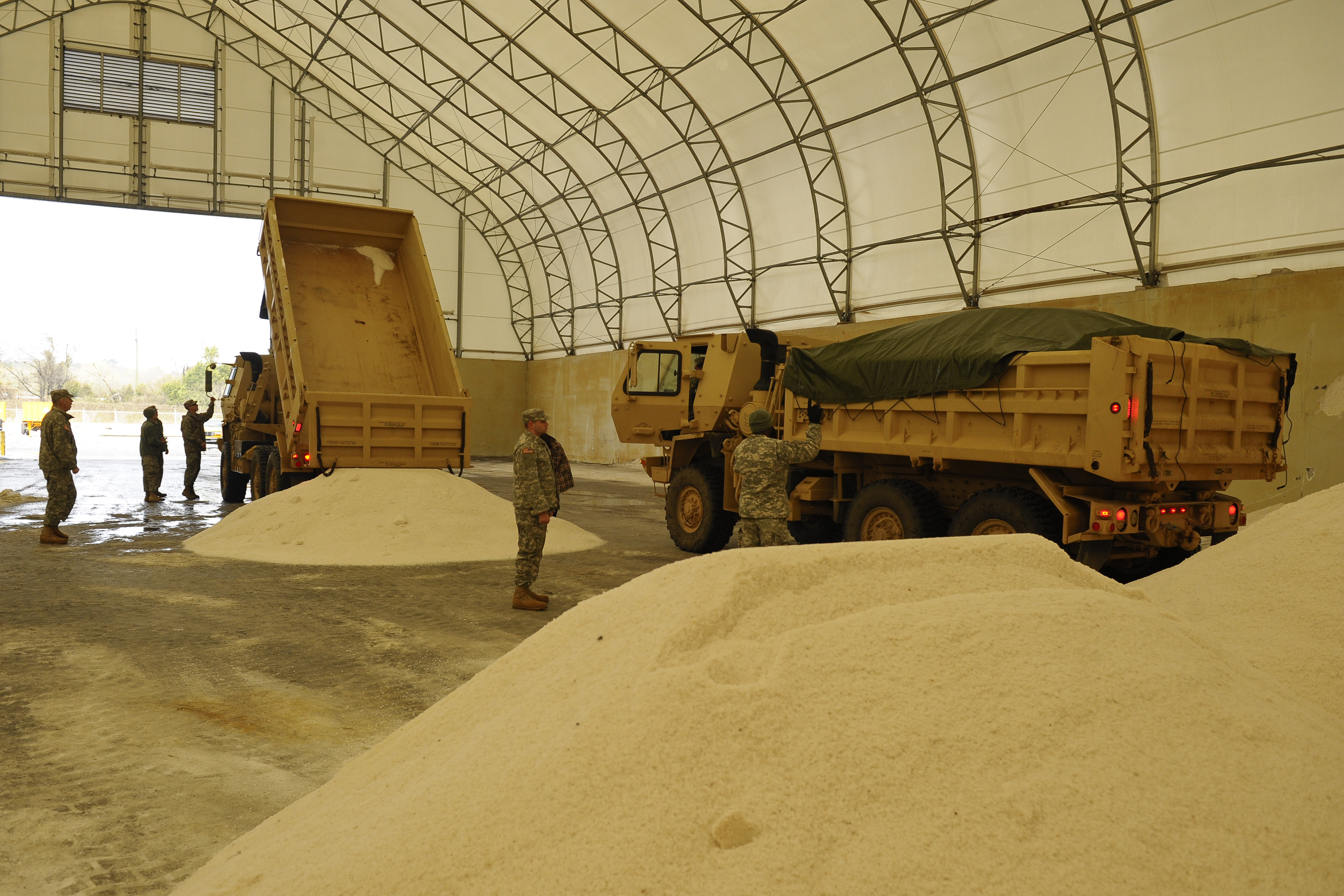
Piles de sel pour l'usage sur les routes l'hiver.

Pour que le chlorure de sodium (solide) puisse se dissoudre (dans un liquide), il faut suffisamment d'énergie pour casser les liaisons électrostatiques qui maintiennent les ions Na+ et Cl− dans la forme solide. C'est une réaction chimique endothermique (3 900 joules sont nécessaires par mole de sel pour le dissoudre).
Lorsqu'on met du sel dans de la neige, celui-ci va se dissoudre en puisant un peu d'énergie (chaleur latente de fusion) dans la neige, qui devient plus froide (la dissolution du sel est endothermique). Le chlorure de sodium s'associe alors avec de la glace pour former un mélange d'eau salée, parfois qualifié de saumure. La température nécessaire pour que de la glace subsiste devient donc inférieure à 0 °C et est proportionnelle à la quantité de sel dissous (jusqu'à −21 °C pour 23 % de sel en masse).

### Séparation des huiles
Le chlorure de sodium est utilisé pour faciliter la séparation des huiles, le procédé est appelé « relargage par les sels ». Il est utilisé avec des huiles essentielles lors de leur extraction car son usage les rend moins solubles dans l'eau, facilitant ainsi leur récupération ; dans le processus de fabrication de la majorité des savons.

## Étymologie et vocabulaire élémentaire du sel
Le mot sel, attesté déjà en ancien français au XIIe siècle, provient directement du latin classique ou véhiculaire sāl, de même signification donnant sălem à l'accusatif et sălis au génitif. Il provient de la principale racine indo-européenne, sāl, qui se retrouve dans un grand nombre de langues européennes, récentes ou anciennes, avec des prononciations parfois légèrement différentes en dépit d'une même graphie conventionnelle : salt en anglais, en vieux saxon ou vieil anglais, en gotique, en norois ou en suédois, Salz en vieil-haut-allemand ou allemand moderne, sol en proto-slave. La seconde racine indo-européenne, en réalité une variante ancienne de la première, se retrouve dans le grec ἅλς / háls, « sel, mer »,, (d'où le nom de la roche saline, nommée halite ou des gisements halins). Elle est probablement usitée par les anciennes langues indo-européennes, comme le celte ou les autres vieux dialectes ligures ou indo-européens du nord et du sud.

### Un grand nombre de dérivés
Si le mot français sel provient de l'évolution phonétique de la forme latine à l'accusatif, le verbe saler, signifiant « apporter du sel, mettre du sel ou au sel », du latin salare et apparu dans l'ancien français de Wace vers 1155, l'adjectif salé à la fin du XIIe siècle ou l'adjectif salin, attesté en moyen français au XVe siècle à la même période que son homologue salzig allemand, respectent la forme primitive. En 1281, selon le dictionnaire de Frédéric Godefroy se basant sur le « registre des chartes », le salage est un droit de péage qui porte exclusivement sur les voitures de sel. La multiplication des impôts, en particulier les gabelles modernes, portant sur la production et/ou le transport et commerce du sel, est probablement à l'origine de l'emploi populaire de l'adjectif, salé, au sens de « coûteux, très cher, en surplus ». D'ailleurs, le verbe saler signifie aussi déjà « vendre trop cher » dans le français courant de la fin du XVIe siècle.
La saline est selon le glossaire de Du Cange, l'adaptation par le  latin médiéval salina, au sens encore préservé de « marais salant », même si l'ancien français inventif avait déjà forgé salinière, ce dernier mot attesté bien sûr sans graphie à accent grave en 1252. Le verbe latin salinare signifiait « faire du sel, (re)cueillir du sel, (ap)porter du sel », au même titre que le gotique ou vieux germanique saltan ou le vieil-haut-allemand salzen. Il a engendré le verbe français moderne sauner, via la forme salner.
Le salinarius, soit en bas latin « l'ouvrier fabricant ou vendeur de sel marin », a donné successivement salnier en 1138, saunier en 1268. Les ouvriers sauniers, permanents ou saisonniers, dirigés par un maître saunier constitue l'équipe de sauniers qui travaille et œuvre à la production de sel, le saunier ou maître saunier concourait autrefois à sa commercialisation, lorsqu'il était autonome. Le saunier représentait encore un vendeur de sel à la Belle Époque. Le mot faux-saunier soit un contrebandier du sel, ne serait apparu qu'à la fin du XVe siècle. La saunerie désigne, au XIXe siècle comme aujourd'hui, le bâtiment ou l'ensemble des installations propre à l'exploitation du sel. Le saunage représente l'activité de fabrication et de vente du sel. Selon les contrées maritimes, une saunaison ou un saunage correspondait ou correspond à une saison de récolte du sel dans un marais salant donné.
Le terme latin, populaire et redondant, salmuria, a engendré l'ancien français salmuire, présent dans les Gloses de Rashi du XIe siècle, à l'origine du français moderne saumure. Il est composé du terme sal et du latin muria, signifiant déjà saumure, soit une solution aqueuse de sel, plus ou moins concentrée. Ce terme technique est d'ailleurs connu des saulniers jurassiens, comme son équivalent muire attesté en ancien français dès 1249 La racine latine a permis de la proposition de l'adjectif muriatique, pour qualifier le sel marin par Guyton de Morveau, un des six chimistes de la commission de nomenclature chimique française initiée par Lavoisier.
Le mot latin populaire saliniō a laissé début XIVe siècle salignon, de même sens soit le « pain de sel » (une forme marchande compacte du sel, de même type que les léchons (blocs de sel) modernes pour les animaux). Le français moderne a refait l'adjectif et le mot saugrenu, indiquant un rapport pseudo-étymologique au grain de sel, à partir du terme culinaire saugreneux du XVIe siècle, signifiant une « fricassée de pois », peut-être à l'origine des pois mis au sel.
Les formations en français ou en latin, respectivement avec le préfixe sal- ou sau- indiquant le sel ou la nature saline, ne sont pas rares :
- une salade est à l'origine un mets salé, précisément une préparation au sel d'une viande, ce dernier terme autrefois signifiant les aliments nécessaires à la vie, y compris les végétaux. Il a été emprunté au mot provençal salada, simple continuation du latin vernaculaire ;
- un salorge, probablement des mots latins médiévaux sal et horreum, soit le grenier, le magasin ou la réserve (horreum) à sel[28]. Il désigne désormais le plus souvent à l'époque moderne un amas de sel ;
- le verbe saupoudrer attesté en 1398 dans les écrits du poète Eustache Deschamps ;
- le verbe saupiquer mieux connu par son dérivé saupiquet, désignant une sauce piquante ;
- l'adjectif saumâtre, figurant dans les descriptions du Voyage de Marco Polo fin XIIIe siècle[p].

Le mode de distribution monopolistique du sel, devenu rétribution, dans l'Empire gréco-romain, est à l'origine des vocables français salaire, salariat, salarier. Il a puissamment influencé l'évolution du terme à l'origine uniquement descriptif ou monétaire solidus ou sou en or vers le sens employé de solde, autre mode de rétribution des soldats, soudaires et autres soudards.

### Différents types de sel
Le sel gris est un sel marin constitué de gros cristaux séparés, formés par agglomération en trémies, dont la couleur révèle des impuretés. Le gros sel est souvent le même, mais lavé et précipité sommairement. Le sel fin est souvent moulu après raffinement. La fleur de sel est un sel marin très fin, récolté tel quel.
Le pain de sel est une mise en forme compacte d'obus cylindrique, ancienne du sel, parfois massive. Un léchon de sel est une forme solide plus ou moins plate et arrondie pouvant être léchée par les animaux sauvages ou en général le petit et gros bétail domestique d'autrefois, toujours friand de sel.
Le « sel de vin » avait autrefois plusieurs significations : la locution peut désigner, en chimie une variété ancienne de cendres gravelées, mais aussi dans un registre culinaire local, le résultat de l'imprégnation d'un sel par un vin en général rouge et au goût fort (le sel de table ainsi imprégné était supposé être adouci tout en gardant des saveurs vineuses, la pratique serait bordelaise ou anglaise).
Le sel de terre correspond au sel gemme ou la halite, plus ou moins impure. Le sel végétal est, en français d'Afrique, le sel alcalin extrait de la cendre de matière végétale, à base de potasse ou carbonate de potassium, autrefois dénommé alcali végétal.

### Notion de sel en chimie ancienne
En chimie ancienne, un sel désignait encore un type de solide soluble et ininflammable semblable au sel, mis en solution par l'eau, et restitué par évaporation de l'eau. Le chimiste Robert Boyle précise en 1664 qu'il fallait les distinguer des acides et des alcalis.
Depuis le début du XXe siècle, un sel ou solide salin est plus généralement défini par un solide ionique à réseau cristallin, observable dans les conditions normales de température et de pression, sous forme cristalline et pure, sinon partiellement purifiée. La formule brute correspond à un assemblage de deux types d'ions de charge différentes, le plus souvent le cation métallique et l'autre non-métallique ; on obtient ainsi selon les bases de la chimie lavoisienne des sels en faisant réagir un acide et une base ou en attaquant par une base ou un acide un corps métallique ; à noter qu'étaient autrefois distingués des sels neutres des sels acides et sels basiques, par exemple le sulfate de cuivre ou le sulfate de sodium Na2SO4 et le sulfate acide de sodium NaHSO4.

## Industrie du sel
Depuis l'antiquité le sel est une ressource stratégique qui fait l'objet d'un commerce organisé et parfois très réglementé.
Au XXe siècle, en France, hors du sel produit et autoconsommé par de grandes entreprises chimique, trois grands groupes se répartissent la majorité de la production de sel :
1. la Compagnie des salins du Midi et des salines de l'Est (C.S.M.E.), unique productrice de sel gemme, fournit 99 % du sel de mer français et est présente sur tous les marchés (alimentaires, agents fondants routiers, etc.)[29] ;
2. la société Solvay est productrice de sel ignigène et principalement active sur le marché des sels alimentaires[29] ;
3. la Société des mines de potasse d'Alsace (M.D.P.A, anciennement Mines domaniales de potasse d'Alsace), propriété du groupe Entreprise minière et chimique. Elle produit du sel thermique mis sur le marché par une filiale du même groupe : la Société commerciale des potasses et de l'azote (S.C.P.A.) qui dans les années 1980 vendait 90 % de son sel pour le déneigement[29].

Les marais salants bretons (Guérande) et de Vendée-Charentes (iles de Ré et de Noirmoutier) ont des productions plus modestes.

## Étiquetage
Les étiquettes des produits alimentaires précisent si le sel est iodé ou non.
Elles donnent généralement la teneur d'un produit en sodium (rarement en sel). Ainsi, par gramme de sodium indiqué sur l'étiquette ce sont 2,52 g de sel qui sont contenus dans le produit.

## Calendrier républicain
- Dans le calendrier républicain, le Sel était le nom attribué au 22e jour du mois de nivôse[30].